# STARTUPS SELECTION TOKYO
『STARTUPS SELECTION TOKYO』（スタートアップ・セレクション・トーキョー）は、2021年4月から調布エフエム放送などで放送されているラジオ番組。

## 概要
首都圏（東京都・千葉県・神奈川県・埼玉県）のスタートアップ起業家をゲストとして招き、ビジネスの裏側や成功の秘訣についてざっくばらんに聞いていくビジネス・トーク・バラエティである。
2022年5月からエフエム世田谷へもネット開始。

## 放送時間
2022年5月現在の放送時刻。
| 放送地域 | 放送局           | 放送時間          | 備考                    |
| -------- | ---------------- | ----------------- | ----------------------- |
| 東京都   | 調布エフエム放送 | 金曜 22:00〜22:30 |                         |
| 東京都   | エフエム世田谷   | 月曜 11:00〜11:30 | 2022年5月よりネット開始 |

## パーソナリティ
- YAZAWA（矢澤佑紀子）
- URUSHI（漆畑慶将）

## 関連番組
- SETOUCHI STARTUPS SELECTION - 2022年から広島県のRCCラジオで放送されている番組。ただし、SETOUCHI STARTUPS SELECTIONは15分番組であるため、2週でゲストを1人紹介するなど番組構成を瀬戸内版にカスタマイズして展開している。
- HOKKAIDO STARTUPS SELECTION - 2022年から北海道のSTVラジオで放送されている番組。
- TOHOKU STARTUPS SELECTION - 2023年から宮城県の東北放送で放送されている番組。
- CHUBU STARTUPS SELECTION - 2023年から愛知県のCBCラジオで放送されている番組。